# Brusnengo
Brusnengo é uma comuna italiana da região do Piemonte, província de Biella, com cerca de 2.098 habitantes. Estende-se por uma área de 10 km², tendo uma densidade populacional de 210 hab/km². Faz fronteira com Curino, Masserano, Roasio (VC), Rovasenda (VC).

## Demografia
| Variação demográfica do município entre 1861 e 2011                               |
|                                                                                   |
| Fonte: Istituto Nazionale di Statistica (ISTAT) - Elaboração gráfica da Wikipedia |